# Thurlstone
Thurlstone är en by i civil parish Penistone, i distriktet Barnsley, i grevskapet South Yorkshire, i England. Byn är belägen 11 km från Barnsley. Byn hade 1 004 invånare år 2021. Thurlstone var en civil parish 1866–1938 när blev den en del av Penistone och Dunford. Civil parish hade 2 640 invånare år 1931. Thurlstone var ett distrikt 1894–1938. Byn nämndes i Domedagsboken (Domesday Book) år 1086, och kallades då Turolveston/Turulfestune.